# Длительность (музыка)

Восьмая нота в классической (пятилинейной тактовой) нотации:
(1) флажок, (2) штиль, (3) нотная головка

Длительность в музыке — продолжительность звука или паузы. Длительности могут быть как относительными (выражают ритмические соотношения), так и абсолютными (измеряются в единицах времени).

## Основные сведения
Длительность — одно из основных свойств музыкального звука, результат продолжительности колебания звучащего тела. Абсолютная длительность звука определяется мерами времени (секундами и т. п.) и связана с показателем BPM. В музыке большое выразительное значение имеет относительная длительность звуков; сравнение её с длительностями других звуков является основанием сложных музыкально-логических связей, выражающихся прежде всего в ритме и метре.

## Названия и обозначения
Длительность ноты не сопоставлена никаким абсолютным длительностям (например, секунда и т. д.), она может быть представлена только в отношении к длительностям других нот. В приведённой ниже таблице каждый символ точно в два раза больше по длительности символа под ним.
| Нота | Пауза | Русское название        | Итальянское название | Длительность                     | Длительность с точкой                             | Длительность с двумя точками                                        | Длительность с тремя точками                                                          |
| ---- | ----- | ----------------------- | -------------------- | -------------------------------- | ------------------------------------------------- | ------------------------------------------------------------------- | ------------------------------------------------------------------------------------- |
|      |       | Максима (8 целых)       | Massima              | {\displaystyle 8}                | {\displaystyle 8+4}                               | {\displaystyle 8+4+2}                                               | {\displaystyle 8+4+2+1}                                                               |
|      |       | Лонга (4 целых)         | Lunga                | {\displaystyle 4}                | {\displaystyle 4+2}                               | {\displaystyle 4+2+1}                                               | {\displaystyle 4+2+1+{\frac {1}{2}}}                                                  |
|      |       | Бревис (двойная целая)  | Breve                | {\displaystyle 2}                | {\displaystyle 2+1}                               | {\displaystyle 2+1+{\frac {1}{2}}}                                  | {\displaystyle 2+1+{\frac {1}{2}}+{\frac {1}{4}}}                                     |
|      |       | Целая (семибревис)      | Semibreve            | {\displaystyle 1}                | {\displaystyle 1+{\frac {1}{2}}}                  | {\displaystyle 1+{\frac {1}{2}}+{\frac {1}{4}}}                     | {\displaystyle 1+{\frac {1}{2}}+{\frac {1}{4}}+{\frac {1}{8}}}                        |
|      |       | Половинная              | Minima               | {\displaystyle {\frac {1}{2}}}   | {\displaystyle {\frac {1}{2}}+{\frac {1}{4}}}     | {\displaystyle {\frac {1}{2}}+{\frac {1}{4}}+{\frac {1}{8}}}        | {\displaystyle {\frac {1}{2}}+{\frac {1}{4}}+{\frac {1}{8}}+{\frac {1}{16}}}          |
|      |       | Четвертная              | Semiminima           | {\displaystyle {\frac {1}{4}}}   | {\displaystyle {\frac {1}{4}}+{\frac {1}{8}}}     | {\displaystyle {\frac {1}{4}}+{\frac {1}{8}}+{\frac {1}{16}}}       | {\displaystyle {\frac {1}{4}}+{\frac {1}{8}}+{\frac {1}{16}}+{\frac {1}{32}}}         |
|      |       | Восьмая                 | Croma                | {\displaystyle {\frac {1}{8}}}   | {\displaystyle {\frac {1}{8}}+{\frac {1}{16}}}    | {\displaystyle {\frac {1}{8}}+{\frac {1}{16}}+{\frac {1}{32}}}      | {\displaystyle {\frac {1}{8}}+{\frac {1}{16}}+{\frac {1}{32}}+{\frac {1}{64}}}        |
|      |       | Шестнадцатая            | Semicroma            | {\displaystyle {\frac {1}{16}}}  | {\displaystyle {\frac {1}{16}}+{\frac {1}{32}}}   | {\displaystyle {\frac {1}{16}}+{\frac {1}{32}}+{\frac {1}{64}}}     | {\displaystyle {\frac {1}{16}}+{\frac {1}{32}}+{\frac {1}{64}}+{\frac {1}{128}}}      |
|      |       | Тридцать вторая         | Biscroma             | {\displaystyle {\frac {1}{32}}}  | {\displaystyle {\frac {1}{32}}+{\frac {1}{64}}}   | {\displaystyle {\frac {1}{32}}+{\frac {1}{64}}+{\frac {1}{128}}}    | {\displaystyle {\frac {1}{32}}+{\frac {1}{64}}+{\frac {1}{128}}+{\frac {1}{256}}}     |
|      |       | Шестьдесят четвёртая    | Semibiscroma         | {\displaystyle {\frac {1}{64}}}  | {\displaystyle {\frac {1}{64}}+{\frac {1}{128}}}  | {\displaystyle {\frac {1}{64}}+{\frac {1}{128}}+{\frac {1}{256}}}   | {\displaystyle {\frac {1}{64}}+{\frac {1}{128}}+{\frac {1}{256}}+{\frac {1}{512}}}    |
|      |       | Сто двадцать восьмая    | Fusa                 | {\displaystyle {\frac {1}{128}}} | {\displaystyle {\frac {1}{128}}+{\frac {1}{256}}} | {\displaystyle {\frac {1}{128}}+{\frac {1}{256}}+{\frac {1}{512}}}  | {\displaystyle {\frac {1}{128}}+{\frac {1}{256}}+{\frac {1}{512}}+{\frac {1}{1024}}}  |
|      |       | Двести пятьдесят шестая | Semifusa             | {\displaystyle {\frac {1}{256}}} | {\displaystyle {\frac {1}{256}}+{\frac {1}{512}}} | {\displaystyle {\frac {1}{256}}+{\frac {1}{512}}+{\frac {1}{1024}}} | {\displaystyle {\frac {1}{256}}+{\frac {1}{512}}+{\frac {1}{1024}}+{\frac {1}{2048}}} |

### Особенности и варианты начертания

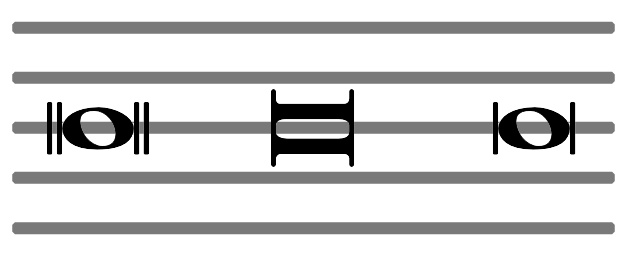
Варианты обозначения бревиса

Бревис встречается в нескольких вариантах, как показано на рисунке справа.
Иногда длинная нота (lunga) используется для обозначения очень длинных нот бесконечной длительности, до конца произведения.
Когда штиль присутствует, он направлен вверх (из правой части головки ноты) или вниз (из левой части, исключая длинную ноту). В большинстве случаев штиль направлен вниз, если головка ноты находится на центральной линии нотоносца или выше её, в противоположных случаях — вверх. Флажок всегда рисуется справа от штиля.

Ноты, связанные рёбрами (вязками)

Когда две или более ноты, в обычном виде имеющие флажки (восьмые ноты и короче), встречаются последовательно, флажки могут быть заменены рёбрами (вязками), как показано справа. Восьмые ноты связываются одним ребром, шестнадцатые — двумя, и так далее. Ноты обычно связываются рёбрами, только если они появляются в одной и той же доле в такте.

### Модификаторы длительности
Длительность ноты может быть увеличена добавлением точки после неё. Эта точка добавляет к длительности ноты длительность следующей «меньшей» ноты, делая её в 1,5 раза длиннее. Две точки добавляют к длительности ноты длительность двух «меньших» нот, делая её в 1,75 раза длиннее. Крайне редко добавляются три точки, делая длительность ноты в 1,875 длиннее.

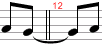
Продление длительности лигой

В некоторых случаях длительность ноты может быть увеличена лигой. Например, половинная нота, слигованная с другой половинной нотой, одинаковой по высоте с первой нотой, фактически равна целой ноте. Такие ноты (одинаковые по высоте и связанные между собой лигой) именуются «залигованными». При такой залиговке вторая и последующие ноты не играются (не поются), а лишь выдерживаются указанное лигами музыкальное время.
В музыке встречаются также особые виды ритмического деления, когда значение ритмических длительностей не совпадает с их «выписанным» значением. К такому делению относятся все так называемые мультиоли — дуоль, триоль, квартоль, квинтоль и т. д.

## История
Уже в мензуральной нотации (XIII век) длительность обозначалась различным начертанием нот и пауз. Указания «пропорции» могли увеличивать или уменьшать в определённое число раз собственное значение всех нот.
В тактовой нотации (с XVII века) ноты стали указывать лишь относительную длительность (половину, четверть, восьмую и т. д. от целой ноты), реальное значение которой зависело от темпа.
Ритмическое деление, удлиняющие точки и лиги, триоли, квинтоли и т. д. создают великое многообразие длительностей, способствуют изысканности ритмической палитры в музыке.
В такте временны́е соотношения подчиняются акцентным (по тяжести). Как одно из средств акцентуации длительность может быть заменена другими средствами, что открывает широкий простор агогике.
В музыкальном исполнении реальные длительности отклоняются (иногда очень далеко) от указанных нотами.